# Чинчила
Чинчила (Chinchilla) је род јужноамеричких глодара који укључује две врсте. Заједно са равничарском вискачом и планинским вискачама, припада породици чинчила и вискача (Chinchillidae). Чинчиле живе у пределу Анда. Добиле су име по народу Чинча, који је некад носио њихово крзно. Сребрнасто-сиве су боје.

## Употреба
Због свог квалитетног и скупоценог крзна, велики број чинчила се гаји на фармама. За израду једног капута је потребно 150 крзна ових животиња.

## Врсте
Врсте чинчила:
- краткорепа чинчила (Chinchilla chinchilla);
- дугорепа чинчила (Chinchilla lanigera).